# Ngadirenggo (Wlingi)
Ngadirenggo is een bestuurslaag in het regentschap Blitar van de provincie Oost-Java, Indonesië. Ngadirenggo telt 5274 inwoners (volkstelling 2010).